# Дубовое (Тульская область)
Дубовое — деревня в Узловском районе Тульской области России.
В рамках административно-территориального устройства относится к Никольской сельской администрации Узловского района, в рамках организации местного самоуправления входит в Смородинское сельское поселение.

## География
Расположена на реке Дон, в 16 км к востоку от железнодорожной станции Узловая I (города Узловая), у восточной границы города Донского.

## Население
| 2002 | 2010 |
| ---- | ---- |
| 335  | ↘301 |

Население — 301 чел. (2010).